# Ткачук, Геннадий Ильич
Геннадий Ильич Ткачук (2 марта 1936 год, Войкалы, Белостокское воеводство, Польша) — колхозник, механизатор, комбайнёр совхоза имени Г. Титова Державинского района Целиноградской области. Герой Социалистического Труда (1967).

## Биография
Родился 2 марта 1936 года в селе Войкалы Белостокского воеводства, Польша (ныне — Щучинский район Гродненской области, Белоруссия).
В 1952 году вступил в колхоз. В 1956 году переехал в Казахстан, где стал трудиться трактористом-комбайнёром в колхозе «Отрадный» Державинского района Целиноградской области. С 1961 года работал механизатором в колхозе имени Германа Титова Державинского района Целиноградской области.
За шесть лет работы в колхозе имени Германа Титова убрал зерновые с посевной площади 12 790 гектаров и намолотил 63 290 центнеров зерна. Указом Президиума Верховного Совета СССР от 19 апреля 1967 года удостоен звания Героя Социалистического Труда с вручением ордена Ленина и золотой медали «Серп и Молот».
С 1996 года — на пенсии. Проживал в деревне Глиняны Гродненского района Гродненской области.
Скончался 2 июля 2017 года.